# Saint-Damien-de-Buckland
Pour les articles homonymes, voir Saint-Damien (homonymie) et Buckland.
Saint-Damien-de-Buckland, communément appelé Saint-Damien, est une municipalité de paroisse dans la municipalité régionale de comté de Bellechasse au Québec (Canada), située dans la région administrative de Chaudière-Appalaches.

## Histoire

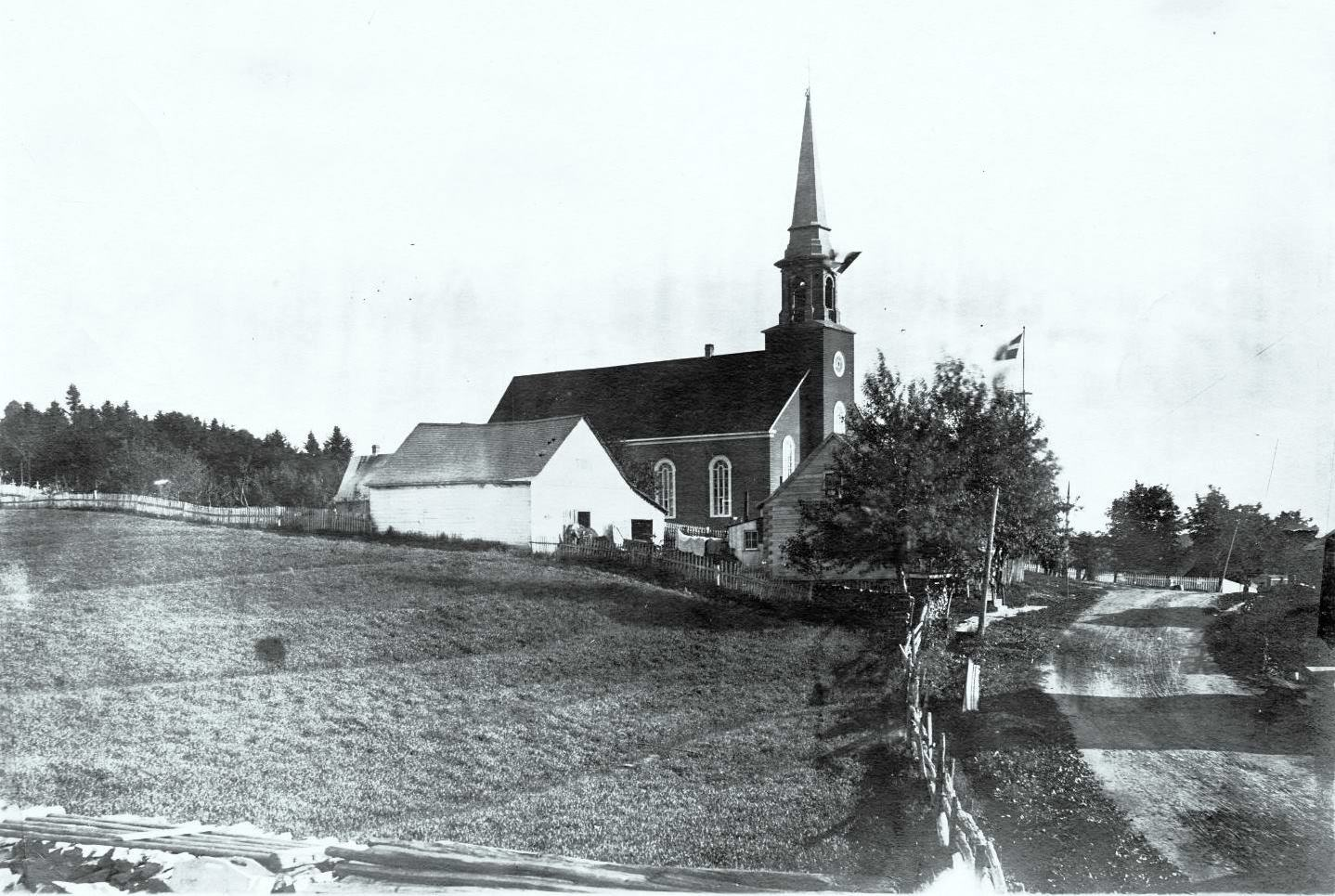
Vers 1910.

Elle fut fondée en 1882 par l'abbé J. Onésime Brousseau. Elle est nommée en l'honneur de saints Côme et Damien. Dans les années 1960, lorsque le gouvernement québécois fit la promotion de la construction des abris antinucléaires dû à la guerre froide, un de ceux-ci fut construit près de l'ancienne gare de Saint-Damien-Station à quelques mètres de la voie ferrée. Le 3 septembre 2013, il a été cité comme étant un immeuble patrimonial.

## Géographie
La rivière aux Billots coule du lac Dion vers la limite sud-ouest de la municipalité où elle conflue avec la rivière des Abénaquis dans le bassin versant de la rivière Etchemin.

## Démographie
| 1996  | 2001  | 2006  | 2011  | 2016  | 2021  |
| ----- | ----- | ----- | ----- | ----- | ----- |
| 2 216 | 2 170 | 1 946 | 2 071 | 1 956 | 1 893 |

## Administration
Les élections municipales se font en bloc pour le maire et les six conseillers.
| Saint-Damien-de-Buckland Maires depuis 2001                                                                          |                   |         |          |
| Élection | Maire             | Qualité | Résultat |
| 2001 | Hervé Blais       |         | Voir     |
| 2005 | Hervé Blais       | Voir    |          |
| 2009 | Hervé Blais       | Voir    |          |
| 2013 | Hervé Blais       | Voir    |          |
| 2017 | Sébastien Bourget |         | Voir     |
| 2021 | Sébastien Bourget | Voir    |          |
| Élection partielle en italique Depuis 2005, les élections sont simultanées dans toutes les municipalités québécoises |                   |         |          |

## Personnages de Saint-Damien-de-Buckland
- Lauriane Genest, cycliste [8]